# Alderney
Alderney (en francés: Aurigny; en normando alderneyés: Aoeur'gny) es una de las islas del Canal y una dependencia de la Corona británica. Forma parte del bailío de Guernsey. Tiene 3 millas (5 km) de largo y 2 millas (3 km) de ancho, con 7,8 kilómetros cuadrados de extensión lo que la convierte en la tercera de las islas del Canal en extensión. Se encuentra aproximadamente a 10 millas al oeste del cabo de la Hague en la península de Cotentin, Normandía, Francia; 20 millas al noreste de Guernsey y 60 millas al sur de la costa inglesa. También es la isla más cercana tanto a Francia como a Inglaterra. Se encuentra separada del cabo de la Hague por la peligrosa corriente de Raz Blanchard.
La isla tiene una población de 2400 habitantes y su única parroquia se denomina Santa Ana.
El principal poblado de la isla, Saint Anne, cuenta con tres Iglesias, una calle principal empedrada, además de escuela primaria, secundaria, una oficina postal, hoteles, restaurantes, bancos y tiendas. Alderney tiene una población un tanto madura, siendo para muchas personas mayores un destino de retiro.

## Toponimia

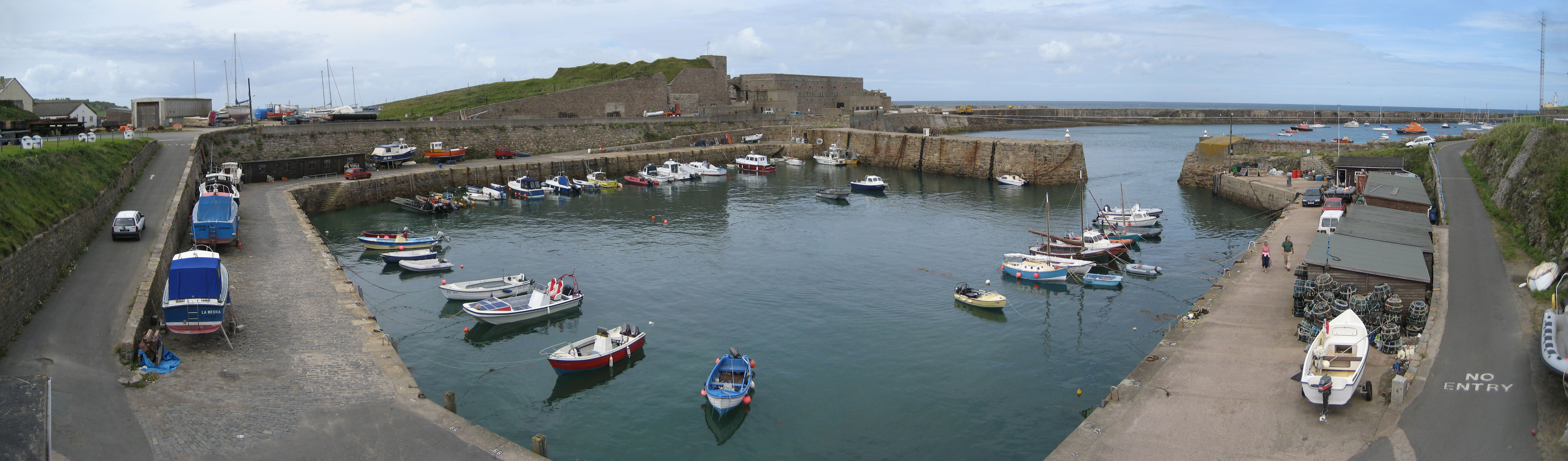
Puerto interior (puerto de Crabby) de Braye Harbour, Alderney.

La toponimia del nombre de la isla es oscura. Se sabe que el nombre en latín es Riduna (dándoles el desusado gentilicio de Ridunios a los habitantes de Alderney), pero tal y como los otros nombres del resto de las islas del Canal, en el período romano existió un grado de confusión. Ridunia pudo ser el nombre original de Tatihou, cuando se conjetura que el de Alderney puede haber sido Sarmia. Alderney/Aurigny es supuestamente un nombre germánico o incluso celta. Puede ser también una corrupción de Adreni o Alrene, que se deriva de la palabra del nórdico antiguo que significa "isla cercana a la costa". Alternativamente puede derivar de otros tres términos: alda (ola), renna (corriente fuerte), y oy o ey (isla).

## Historia

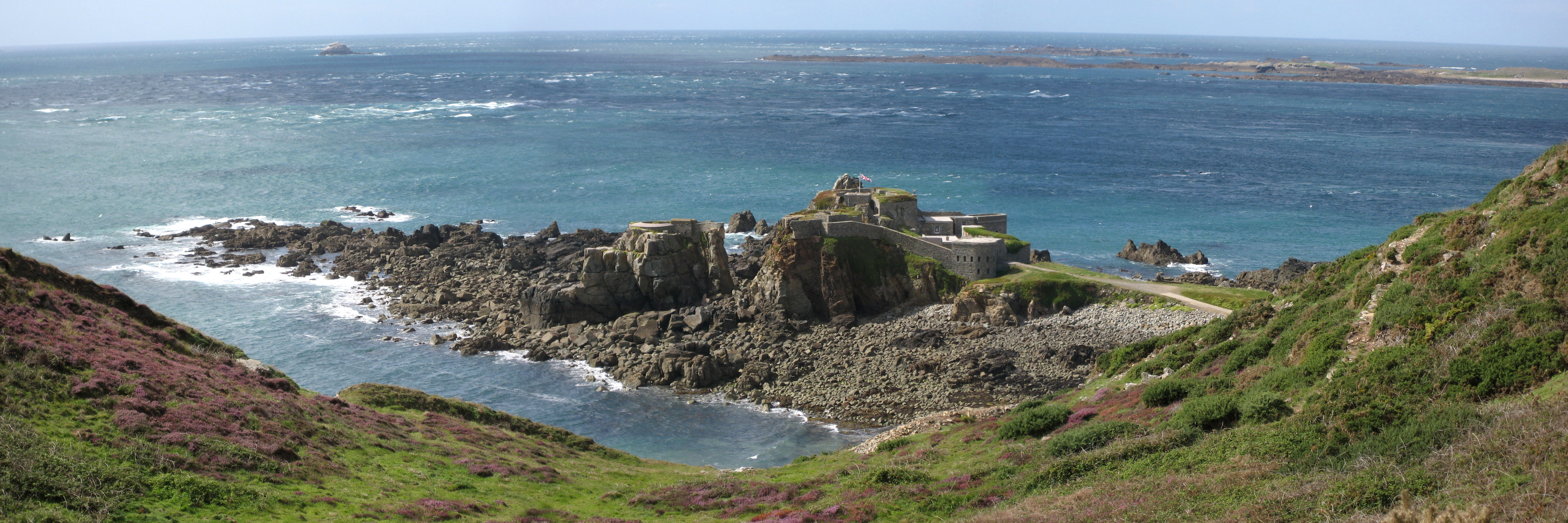
Fortaleza Clonque.

Alderney comparte la historia de las otras islas del canal, convirtiéndose en isla en el período neolítico, cuando las aguas del canal de la Mancha subieron de nivel.
Después de escoger la independencia de Francia y rendir lealtad al monarca inglés, en su condición de duque de Normandía, en 1204, Alderney se desarrolló lentamente y no estuvo muy relacionada con el resto del mundo. Esto hasta que el gobierno británico decidió fortificar masivamente las islas en el siglo XIX, y construir un puerto para protegerse de posibles ataques franceses. La entrada de obreros ingleses e irlandeses, así como de la guarnición británica estacionada en la isla llevaron a una rápida anglización. El puerto nunca fue completado. El rompeolas restante (diseñado por James Walker) es uno de los parajes típicos de la isla.

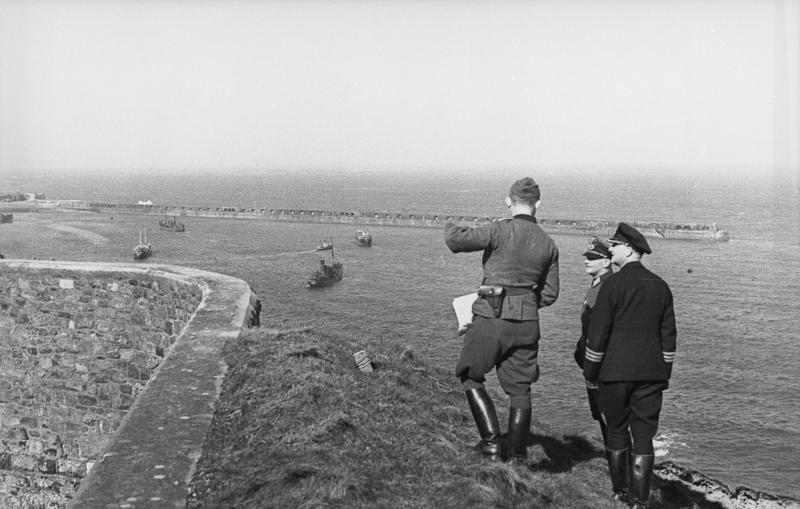
Oficiales alemanes inspeccionando las defensas costeras de Alderney en 1942.

Durante la II Guerra Mundial, cuando el ejército alemán amenazaba con invadir la isla en 1940, la población entera fue evacuada. Los alemanes ocuparon Alderney, formado parte de su muro atlántico hasta su liberación el 16 de mayo de 1945, una semana después de retirarse del resto de las islas del Canal. No obstante la población no pudo regresar hasta diciembre de ese mismo año. Los alemanes dejaron su huella en Alderney, con dos campos de concentración (Lager Sylt y Lager Norderney), dos campos de trabajo (Lager Borkum y Lager Helgoland) y numerosos búnkeres y otras construcciones.
Durante los dos años siguientes al final de la guerra, Alderney estuvo organizada como una granja comunal. Los artesanos eran pagados por sus empleadores, mientras otros empleados por el gobierno local eran pagados con las ganancias de las ventas de la granja. El resto de la ganancia se reservó para pagar al gobierno del Reino Unido por la reconstrucción de la isla. El resentimiento de la población local por no poder controlar su propia tierra fue un catalizador para que el Reino Unido promulgara la "Ley del Gobierno de Alderney, 1948", que entró en vigor el primero de enero de 1949. La ley fija la organización y elección de los Estados de Alderney, el sistema judicial y, por primera vez en Alderney, la imposición de impuestos. Debido a la reducida población de Alderney, se creía que la isla no podría ser autosuficiente para dar servicio al aeropuerto y al puerto, así como para proveer otros servicios equivalentes a los del Reino Unido. Los impuestos se recolectaron junto con los ingresos generales del Bailío de Guernsey y administrados por los Estados de Guernesey. Guernesey se convirtió en responsable de proveer algunas de las funciones y servicios gubernamentales.
Durante el siglo XX Alderney ha visto bastantes cambios, desde la construcción del aeropuerto a finales de los años treinta, hasta la muerte de los últimos hablantes de la lengua autóctona (el auregnais, un dialecto del idioma normando). La economía ha pasado de basarse en la agricultura a los servicios financieros y el turismo.
Los Estados de Alderney son el cuerpo legislativo de la isla, y también tiene voz en los Estados de la Bailía de Guernsey.

## Geografía

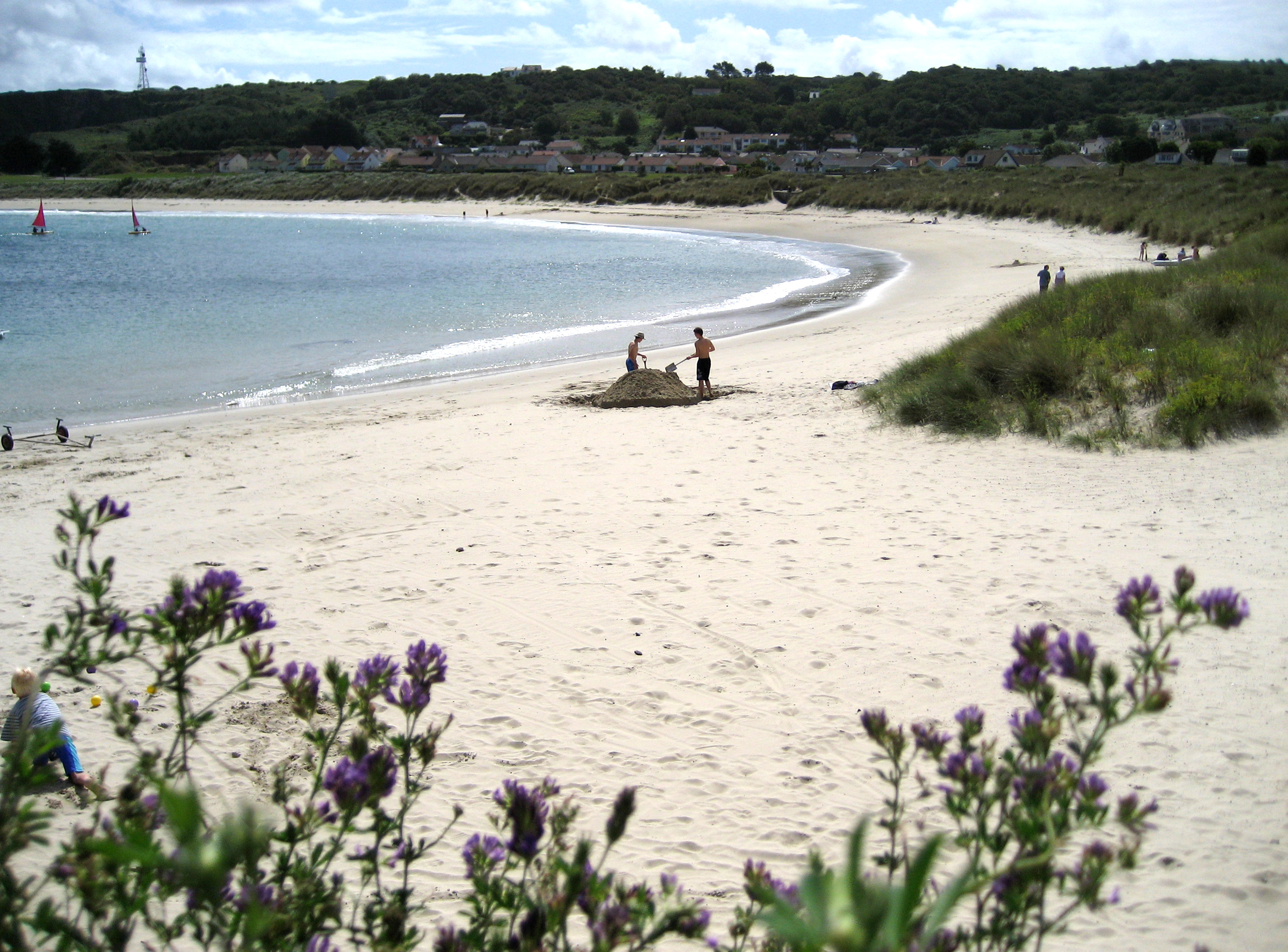
Bahía de Braye, Alderney.

Geográficamente, Alderney es similar a las otras islas del canal en que tiene collados abruptos contorneados por playas arenosas y dunas. Tiene un clima templado y moderado por el mar, y veranos usualmente más cálidos que en el resto de las islas británicas.
Viajar a Alderney es bastante sencillo, y en temporada es un centro vacacional popular. Existen vuelos diarios desde Southampton, Jersey y Guernsey. Por barco, hay rutas entre Poole Inglaterra y Francia, así como con las otras islas del canal.
El ferrocarril de Alderney es el único ferrocarril en las islas del Canal.
La isla está rodeada por islotes, que han causado cientos de naufragios. Existen dos corrientes muy traicioneras a ambos lados de la isla: "he Swinge" entre Alderney y Burhou, justo afuera de la bahía, y "Raz de Sein" entre la isla y la costa de Normandía.
El 24 de agosto de 2005, la «Costa occidental de Alderney e islas Burhou», con un área protegida de 15 629 ha, fue declarada sitio Ramsar (n.º ref. 1587).

### Clima
Su clima es templado, moderado por el mar, y los veranos suelen ser más cálidos que en otras partes de las islas británicas.
Según la clasificación climática de Köppen, Alderney tiene un clima oceánico, sin embargo, presenta características de un clima mediterráneo cálido y veraniego (Csb). Alderney tiene inviernos frescos y húmedos y veranos suaves con lluvias moderadas. Febrero es el mes más frío, con una temperatura media máxima de 8 °C (47 °F) y una temperatura mínima de 4 °C (40 °F). Julio y agosto son los meses más cálidos, con una temperatura máxima media de 19 °C (66 °F), y una mínima de 13-14 °C (56-57 °F). Octubre es el mes más húmedo con 107,2 mm (4,22 pulgadas) de lluvia, y abril es el mes más seco con 42,4 mm (1,67 pulgadas). La nieve es muy rara. El promedio de horas de sol es de alrededor de 1780 anualmente.

## Política y gobierno
Los Estados de Alderney (francés: États d'Aurigny) es la legislatura de la isla y envía dos representantes a los Estados de Guernsey. Se desconoce el origen de los Estados, pero ha funcionado desde la Edad Media.
Los Estados de Alderney están integrados por el presidente, elegido directamente cada cuatro años, y diez Estados miembros, la mitad de los cuales son elegidos cada dos años para un mandato de cuatro años. Toda la isla es un solo distrito electoral. En junio de 2011, debido a una vacante, Stuart Trought fue elegido presidente de los Estados de Alderney hasta el final de 2012, con 487 votos en contra en total 344 para los otros dos candidatos. En las elecciones presidenciales de octubre de 2012 y nuevamente en noviembre de 2016 Trought fue el único candidato nominado. Por lo tanto, fue reelegido para otros cuatro años de mandato, el segundo de los cuales expirará el 31 de diciembre de 2020.

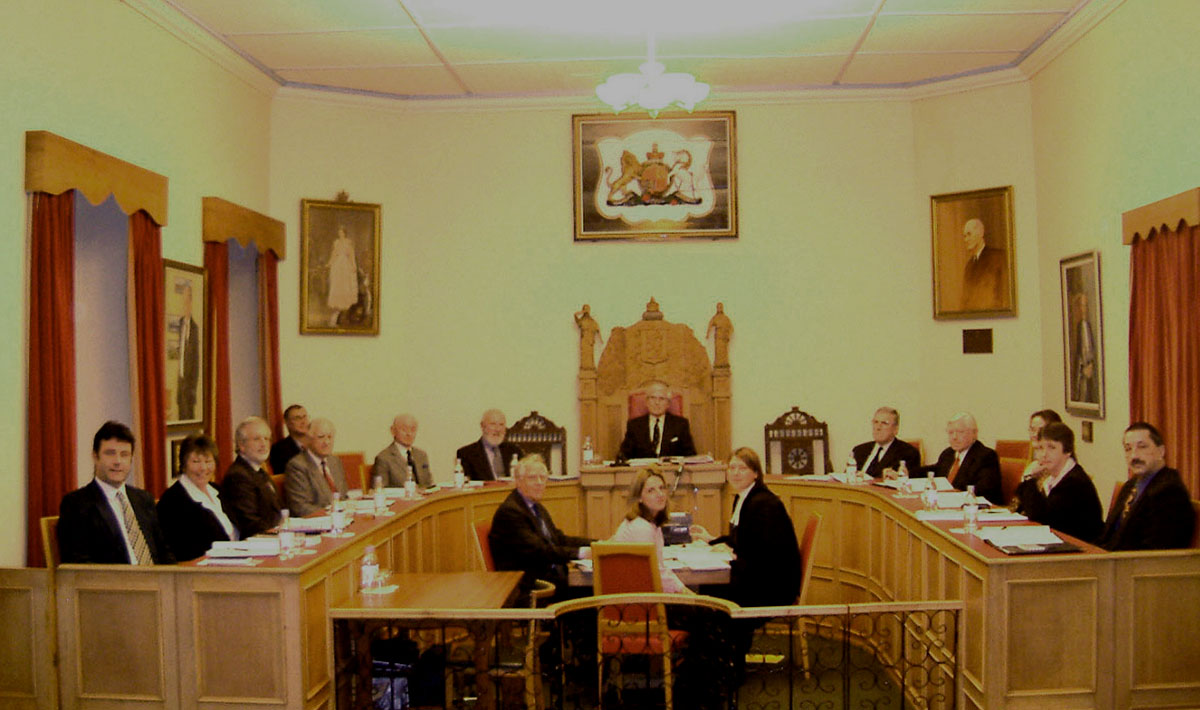
Sesión del Parlamento local conocido como los Estados de Alderney.

Si bien Alderney goza de plena autonomía jurídica (salvo en materia de relaciones exteriores y defensa, como las demás Islas Anglonormandas y la Isla de Man), en virtud de las disposiciones de un acuerdo oficial (conocido como "el Acuerdo de 1948") concertado entre los Gobiernos de Alderney y de Guernsey, se han delegado ciertas cuestiones a Guernsey. Éstos se conocen como "los servicios transferidos".
Los servicios transferidos incluyen la policía, las aduanas e impuestos especiales, las operaciones aeroportuarias, la salud, la educación, los servicios sociales, el cuidado de los niños y la adopción. (Los Estados de Alderney conservan el control normativo de la aviación hacia y desde la isla).
A cambio de la prestación de los servicios transferidos, Guernsey recauda diversos impuestos y derechos sobre Alderney. A partir de 2016 Alderney recuperó el control del Impuesto sobre los Bienes Inmuebles (TRP).
La inmigración es responsabilidad de Reino Unido (se aplica la ley del Reino Unido), y las operaciones cotidianas las lleva a cabo la Agencia de Fronteras de Guernsey. Además de los servicios transferidos, tanto el Reino Unido como Guernsey pueden legislar sobre otros asuntos con el consentimiento de los Estados de Alderney.

## Demografía

### Lenguas
El idioma de la isla es ahora el inglés con algunas variantes menores, formando el inglés de las islas del Canal.
Durante siglos la isla tuvo su propio dialecto de la lengua normanda llamado auregnais, ahora casi extinto. Era principalmente una lengua hablada, con sólo unos pocos poemas conocidos y obras escritas que la usaban.
El francés se usó antaño ampliamente en la isla y reemplazó cada vez más al auregnais desde finales del siglo XIX en adelante, pero dejó de ser idioma oficial en 1966. Su uso disminuyó en parte debido a los numerosos trabajadores ingleses e irlandeses que llegaron a la isla a partir de 1850, que construyeron fortificaciones y proporcionaron soldados para una guarnición. Además, el inglés prevaleció en parte debido a su uso como medio de educación, así como por el hecho de que la mayor parte de la población fue evacuada a Reino Unido durante la Segunda Guerra Mundial.
Sin embargo, hay un fuerte legado cultural de ambos idiomas en la isla: la mayoría de los topónimos locales están en francés o en auregnais, al igual que muchos apellidos locales.

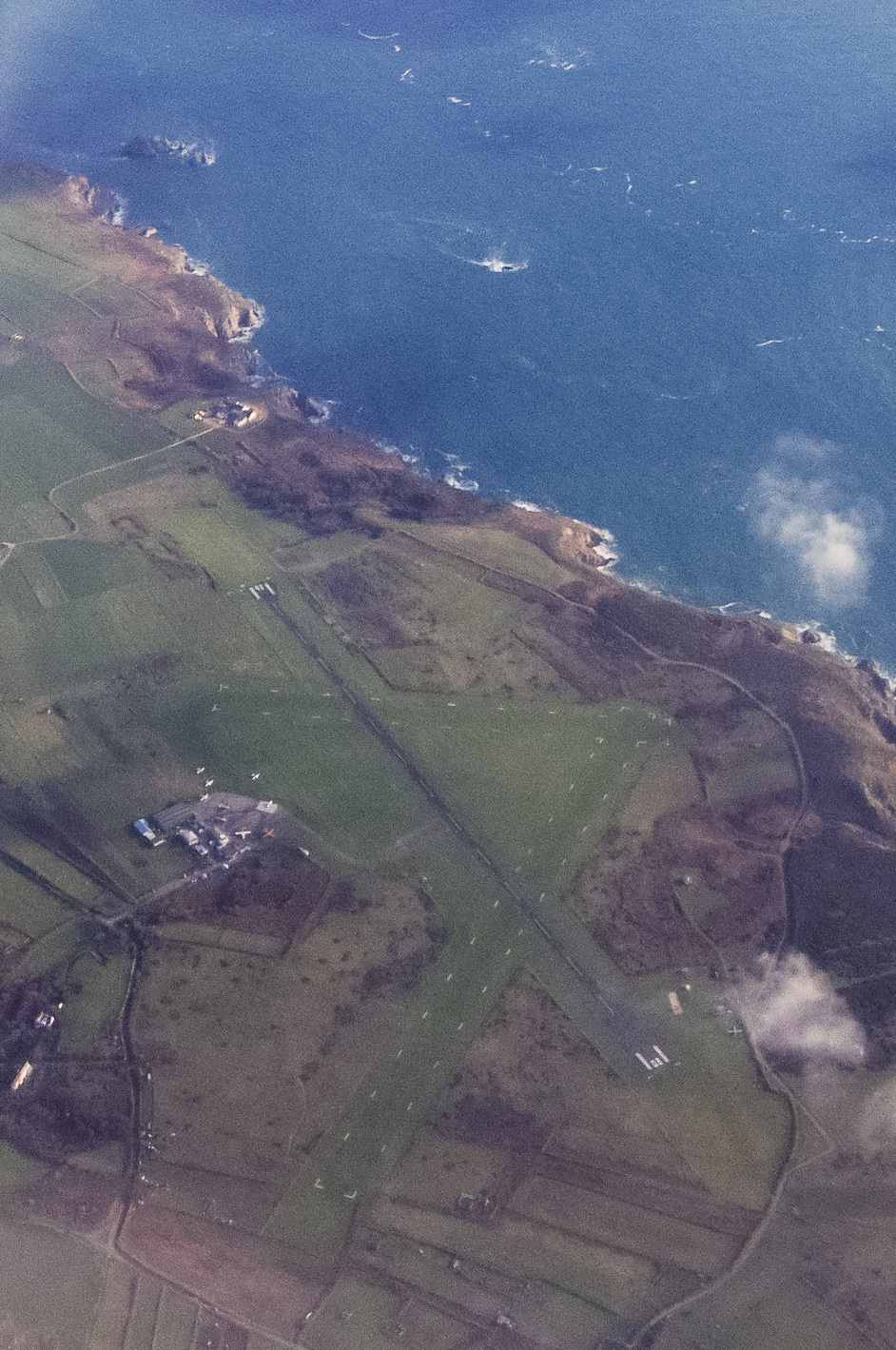
El Aeropuerto de Alderney

## Transporte
Alderney cuenta con el aeropuerto de Alderney. Hay varios vuelos diarios desde Southampton y Guernsey, con conexiones a muchas partes del Reino Unido y el resto de Europa. Aurigny presta servicio a la isla con aviones Dornier 228.
Hay barcos que navegan regularmente entre la isla y Francia, y hacia las otras islas del Canal. Manche Iles Express opera un ferry de alta velocidad para pasajeros en verano hacia Diélette, en la comuna de Flamanville, Mancha, Francia, y hacia St Peter Port, Guernsey. Dos barcos ofrecen servicio estacional a Guernsey. Un barco con capacidad para 12 pasajeros opera servicios al puerto de Cherburgo, Sark y St Peter Port. Alderney se encuentra a 72,5 millas (116,7 kilómetros) de St Malo y a 70,3 millas (113,1 kilómetros) de Poole.
Hay excursiones en barco, servicios de taxi acuático y acceso a agua y combustible para las tripulaciones de yates visitantes. La época de mayor actividad es durante los meses de junio, julio y agosto, ya que casi 30 000 tripulantes de yates visitan este puerto cada año. 
Debido al tamaño de la isla, el transporte en vehículo suele ser innecesario, aunque se utilizan taxis, coches y bicicletas. El ferrocarril de Alderney es el único que queda en las Islas del Canal; ofrece un servicio público con horarios fijos, con trenes programados al faro durante el verano y en ocasiones especiales como Semana Santa y Navidad. Hay un servicio de autobús ocasional alrededor de la isla. 

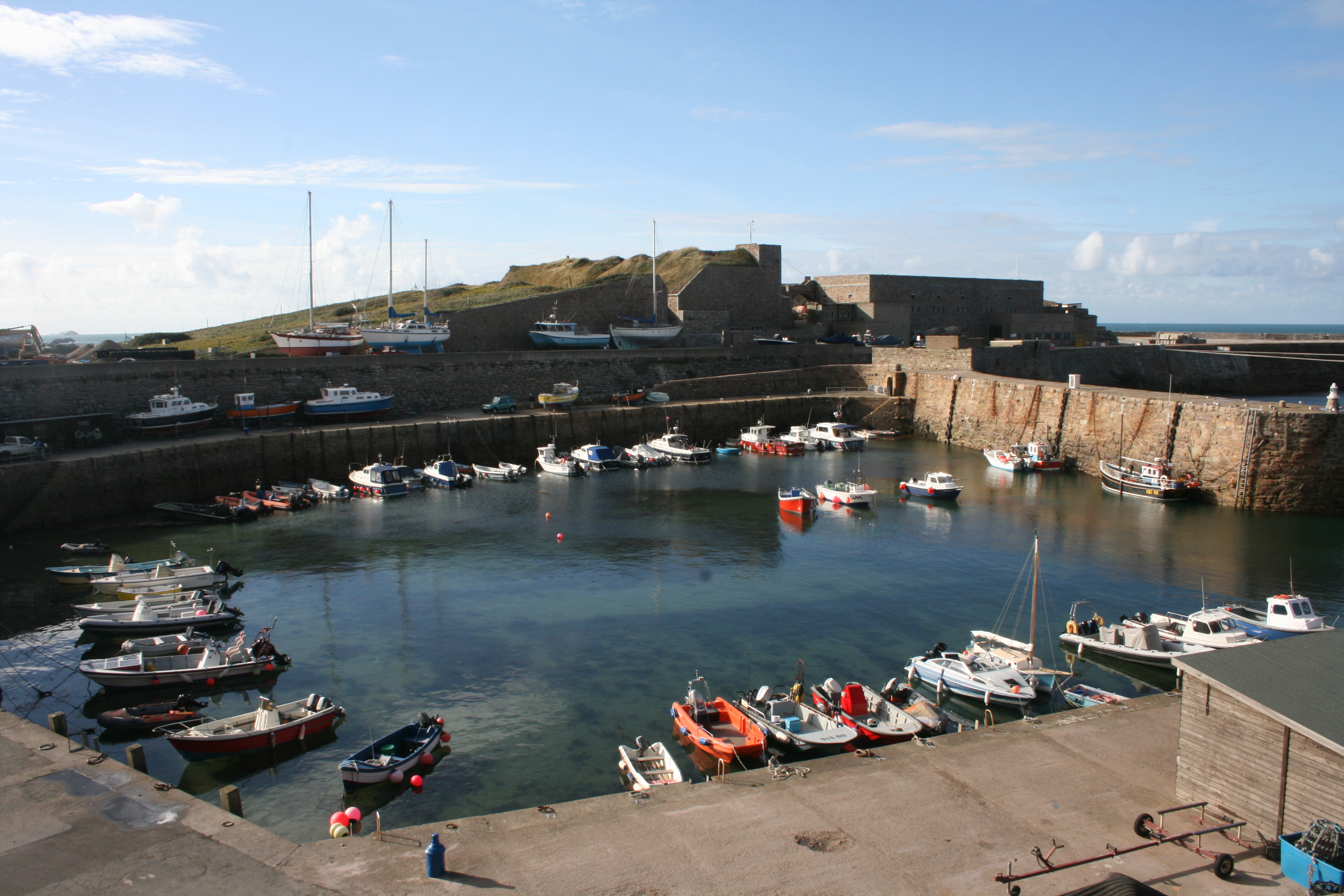
Puerto interior de Alderney

En Alderney se permite conducir motocicletas y ciclomotores sin casco y conducir coches sin cinturón de seguridad, pero es obligatorio que los menores de 18 años lleven casco. El código internacional de matriculación de vehículos es GBA.
Al igual que en el resto de la Bailía de Guernsey, los ciclomotores y motocicletas con un motor de 50 cc o menos pueden conducirse a partir de los 14 años con un permiso provisional.

## Servicios públicos
La Junta de Aguas de Alderney es responsable del suministro de agua en la isla. El agua se obtiene de pozos y arroyos y se trata y almacena en Corblets Quarry y Battery Quarry.
La electricidad se suministró por primera vez en Alderney en 1934 por el Sr. M.P.D. Marshall. La concesión del suministro se transfirió a Alderney Light and Power Company en 1939, que pasó a estar bajo el control del Departamento de Electricidad de los Estados de Guernsey, antes de volver a los Estados de Alderney en 1950. El suministro de una nueva central eléctrica operada por Alderney Electricity Limited comenzó el 1 de abril de 1952. La electricidad se genera mediante generadores alimentados con fuelóleo. Hay 3 generadores de 2000 kW, 2 de 50 kW y 2 de 450 kW. En 2020, hay planes para desarrollar la energía mareomotriz y construir un cable de 220 kilómetros que conecte Francia, Alderney y Gran Bretaña.

## Cultura
El golf, así como la pesca y otros deportes acuáticos, son deportes populares en la isla, la cual cuenta con una buena cantidad de clubes y asociaciones relacionados con estas y otras actividades de esparcimiento. Debido en parte al gran número de turistas, Alderney cuenta con un sorprendente número de restaurantes y lugares públicos.
La "Alderney Week" se celebra desde el primer lunes de agosto, durante la cual se llevan a cabo un número de eventos. "Calvacade Day" tiene lugar el mismo lunes, en el cual los residentes construyen flotantes alegóricos a un tema particular. La Procesión de la Antorcha, en la tarde del sábado, consta de un desfile popular en el centro del pueblo, cargando antorchas hasta una fogata general en el campo comunal. La jornada termina con fuegos artificiales y un concierto al aire libre en una pedrera abandonada.
Siendo un lugar tranquilo y aislado, Alderney ha atraído a un número de residentes famosos, incluyendo los autores T. H. White, y Elizabet Beresford, y la actriz Julie Andrews.